# Triticum aethiopicum
Triticum aethiopicum là một loài thực vật có hoa trong họ Hòa thảo. Loài này được Jakubz. miêu tả khoa học đầu tiên năm 1947.